# Jardín Blake
El Jardín Blake (en inglés: Blake Garden), es un arboreto y jardín botánico de 10.9 acres de extensión, en Kensington, California, Estados Unidos.

## Localización
El Blake Garden es una instalación para la enseñanza del « Department of Landscape Architecture and Environmental Planning » (Departamento de Planificación Medioambiental y Arquitectura del Paisaje) de la Universidad de California, Berkeley. También es la sede de la Blake House, la residencia oficial del Presidente de la Universidad de California.
Blake Garden, 70 Rincon Road en Kensington, Contra Costa County, California CA 94720-5045 United States of America-Estados Unidos de América.
Planos y vistas satelitales.37°54′48.46″N 122°17′6.76″O / 37.9134611, -122.2852111
Está abierto durante los días de la semana y la entrada es gratuita.

## Historia
El desarrollo del Blake Garden comenzó a inicios de la década de 1920 en que Anson Siles Blake y su esposa Anita Day Symmes de Berkeley buscaron un nuevo sitio para su hogar ya que el anterior lo ocuparía el propuesto estadio de fútbol americano universitario. 
En 1957 los Blakes cedieron su casa y jardín a la universidad, y el título pasó a la universidad a la muerte de Anson Blake en 1962. 
Cinco años más adelante, la casa de Blake se convirtió en la residencia oficial del Presidente de la UC.

## Colecciones
El jardín cultiva unas 1200 especies de plantas presentadas en diversas secciones tal como :
- Jardín formal, de estilo Italiano con una piscina larga de reflejo,
- Jardín de plantas acuáticas,
- Jardín mediterráneo.
- Una gruta,
- Una escalera bilateral,
- Arboreto